# Letztemensch
L'ultimo uomo, o ultimuomo (in tedesco der letzte Mensch ) è un concetto filosofico ideato dal filosofo e scrittore tedesco Friedrich Nietzsche.
L'espressione der letzte Mensch venne utilizzata da Nietzsche per la prima volta nella sua opera più famosa, Così parlò Zarathustra, e indica l'antitesi dell'essere superiore immaginato, l'Übermensch (l'oltreuomo, anche questo ideato da Nietzsche), la cui imminente apparizione è stata predetta da Zarathustra. L'ultimo uomo è stanco della vita, non si assume nessun rischio e cerca solo il "benessere" e la "sicurezza".
La prima apparizione dell'ultimo uomo si trova nel "proemio di Zarathustra":
E così Zarathustra parlò alla folla: 
"È tempo che l'uomo si assegni la sua meta. È tempo che l'uomo pianti il seme della sua più alta speranza.
Ancora è il suo terreno a ciò ricco abbastanza. Ma questo terreno diventerà un giorno povero e
addomesticato, e nessun alto albero potrà più crescere in esso.
Ahimè, verrà il tempo in cui l'uomo non scaglierà più il dardo del suo desiderio al di là dell'uomo,
e la corda del suo arco avrà disimparato a vibrare!
Io vi dico: bisogna avere ancora il caos in sé per poter partorire una stella danzante. Io vi dico: voi avete ancora il caos in voi.
Ahimè, verrà il tempo in cui l'uomo non partorirà più nessuna stella! Ahimè, verrà il tempo
dell'uomo più spregevole, che non potrà più disprezzare se stesso!
Vedete, io vi mostro l'ultimo uomo!"
Che cos'è l'amore? Che cos'è la creazione? Che cos'è il desiderio? Che cos'è la stella? — così
domanda l'ultimo uomo e ammicca.
La terra sarà allora diventata piccola, e su essa saltellerà l'ultimo uomo, che farà tutto piccolo. La sua razza è inestirpabile, come la pulce di terra; l'ultimo uomo è quello che ha la vita più lunga. Abbiamo inventato la felicità — dicono gli ultimi uomini e ammiccano.
Hanno lasciato le contrade in cui era duro vivere: perché si ha bisogno di calore. Si ama inoltre il
vicino e ci si strofina a lui: perché si ha bisogno di calore.
Ammalarsi e diffidare è per loro una colpa: si procede con circospezione. Stolto chi ancora
inciampa in pietre o uomini!
Un po' di veleno di tanto in tanto: ciò fa fare sogni piacevoli. E molto veleno alla fine, per un piacevole morire.
Si lavora ancora, perché il lavoro intrattiene. Ma si cura che l'intrattenimento non noccia.
Non si diventa più poveri e ricchi: sia l'una che l'altra cosa è troppo fastidiosa. Chi vuole ancora
governare? Chi ancora obbedire? Sia l'una che l'altra cosa è troppo fastidiosa.
Nessun pastore e un solo gregge! Tutti vogliono le stesse cose, tutti sono uguali: chi sente
diversamente, se ne va da sé al manicomio.
Una volta erano tutti matti — dicono i più raffinati e ammiccano.
Si è intelligenti e si sa perfettamente come sono andate le cose: così non c'è fine al motteggiare. Si litiga ancora, ma ci si riconcilia subito — altrimenti ci si rovina lo stomaco.
Si ha il proprio piacerino per il giorno e il proprio piacerino per la notte: ma si sta attenti alla
salute.
Noi abbiamo inventato la felicità — dicono gli ultimi uomini e ammiccano»
Dopo aver tentato, senza successo, di convincere gli uomini ad accettare l'oltreuomo come l'obiettivo della società, Zarathustra propone uno scopo che crede così disgustoso da dare loro il voltastomaco; l'ultimo uomo è apparentemente l'obiettivo che la civiltà europea ha creato per sé stessa. Le vite degli ultimi uomini sono confortevoli. Non c'è più nessuna distinzione tra signore e servo, lo sfruttamento politico è stato abbandonato. Il conflitto sociale è stato minimizzato.
Nietzsche afferma che la società dell'ultimo uomo sarebbe troppo "sterile", o comunque culturalmente povera, per sostenere la crescita e la maturazione dei grandi individui. L'ultimo uomo diventa possibile solo dopo che l'umanità ha male educato un individuo, rendendolo una creatura patetica, senza passioni o impegno, incapace di sognare, che semplicemente si guadagna da vivere e cerca di mantenersi al caldo. L'ultimo uomo rivendica di aver scoperto la felicità, ma "sbatte le palpebre" ogni volta che lo dice.
L'ultimo uomo, predetto da Nietzsche, sarebbe il compimento del nichilismo. Antitesi del nichilismo, e perciò dell'ultimo uomo, è l'oltreuomo. Ma le mere implicazioni della morte di Dio sono già state rivelate. Nietzsche scrisse che "l'evento in sé è fin troppo grande, distante, lontano dalla capacità della moltitudine per comprendere anche la notizia di sé per essere pensato come se fosse già arrivato".